# Hannu Toivonen
Hannu Toivonen (* 18. května 1984) je bývalý finský profesionální hokejový brankář a trenér se zkušenostmi z NHL, kde odehrál během čtyř sezon celkem 61 zápasů. Mimo NHL a nižší severoamerické soutěže AHL a ECHL hrál ve čtyřech evropských ligách.

## Hráčská kariéra
Toivonen začínal s hokejem za finský tým HPK, se kterým po mládežnických kategoriích nastoupil k prvním profesionálním zápasům v nejvyšší finské soutěži. V roce 2002 ho draftovali Boston Bruins v prvním kole a o rok později odešel na jejich farmu, do týmu Providence Bruins v AHL.

### NHL a AHL
Když Andrew Raycroft nemohl kvůli spornému kontraktu hrát od začátku sezony 2005/2006, Toivonen byl povolán jako náhradník do prvního týmu. Svůj debut v NHL si připsal 8. října 2005 proti Pittsburgh Penguins. Bruins vyhráli zápas v prodloužení a Toivonen pustil za svá záda první gól v kariéře Sidneyho Crosbyho. 1. prosince téhož roku si připsal první čisté konto, v zápase proti Ottawa Senators. V lednu mu sezonu ukončilo zranění kolene, do té doby měl vcelku dobré statistiky.
Na začátku sezony 2006/2007 bojoval o post jedničky s Timem Thomasem, boj ale prohrál a nakonec byl dokonce poslán zpět na farmu do Providence. Náhradníkem Thomase se stal Brian Finley. Situace dopadla tak, že Toivonen prakticky neustále pendloval mezi Providence a Bostonem. Na konci dubna 2007 se rozhodl, že kontrakt s Bruins prodlouží o další rok. Dne 23. července 2007 byl vyměněn do St. Louis Blues za Carla Söderberga. V kádru Blues hráli i jeho bývalí spoluhráči z Bruins Brad Boyes, Yan Stastny, Derek Gustafsson a Ryan Glenn. Za Blues hrál Toivonen 23 zápasů a v únoru byl odeslán do týmu Peoria Rivermen v AHL.
Sezonu 2008/2009 strávil sice s Ilves ve finské SM-Liize, ale po sezoně prodloužil kontrakt s Blues. Ti ho pak poslali zpět na farmu, do týmu Rivermen. V březnu 2010 pak byl vyměněn společně s Dannym Richmondem do Chicago Blackhawks za Joea Fallona. Za Blackhawks, kteří v sezoně 2009/2010 vyhráli Stanley Cup, nezasáhl do žádného zápasu, ačkoliv byl několikrát povolán z farmy Rockford IceHogs jako třetí brankář a v jednom zápase byl na střídačce.

### ECHL a evropské ligy
Před sezonou 2011/2012 se přesunul do Malmö Redhawks hrajícího druhou nejvyšší švédskou ligu. Původní dvouletou smlouvu s ním v květnu 2012 klub kvůli finančním problémům rozvázal a Toivonen se vrátil do Severní Ameriky, konkrétně do Orlando Solar Bears v ECHL. Následující sezonu 2013/2014 odehrál za Toledo Walleye ve stejné lize a za Milwaukee Admirals a Iowa Wild v AHL. Před sezonou 2014/2015 přestoupil do finského klubu Vaasan Sport hrajícího Liigu a na ročníky 2015/2016 a 2016/2017 se vrátil do Ilves. V sezoně 2017/2018 hrál nejdříve za rakouský Graz 99ers v lize EBEL a dohrával s Odense Bulldogs v dánské nejvyšší lize. Český extraligový tým Piráti Chomutov v říjnu 2018 oznámil, že 34letý Toivonen bude plnit roli mentora pro jejich dva mladé brankáře. Toivonen s týmem začal trénovat, ale po dvou týdnech z dohody kvůli zdravotním problémům sešlo a za Piráty nakonec chytal Kanaďan Justin Peters. Toivonen se domluvil s finským klubem HIFK na smlouvě pro jednotlivé zápasy a po jednom zápase, ve kterém byl vystřídán na poslední minutu, a čtyřech strávených na střídačce, se na konci prosince 2018 přesunul do nově vzniklého klubu ECHL Maine Mariners. Za Mariners kvůli zranění odchytal 9 zápasů a ukončil hráčskou kariéru.
V září 2021 se stal trenérem brankářů v klubu AHL Toronto Marlies.

## Osobní život
S americkou přítelkyní a pozdější manželkou po dobu jeho hráčské kariéry žili na osmnácti různých adresách ve čtyřech zemích. Spolu s dětmi bydlí ve městě Scarborough ve státě Maine.

## Statistiky

### Statistiky v základní části
| 2002/2003     | Hämeenlinnan Pallokerho | Liiga         | 24  | 2,26  | 91,1 | 16 | 2  | 54  | 554  | 2  | 1432   |
| 2003/2004     | Providence Bruins       | AHL           | 36  | 2,30  | 92,1 | 15 | 16 | 83  | 972  | 2  | 2162   |
| 2004/2005     | Providence Bruins       | AHL           | 54  | 2,05  | 93,2 | 29 | 18 | 103 | 1404 | 7  | 3017   |
| 2005/2006     | Boston Bruins           | NHL           | 20  | 2,63  | 91,4 | 9  | 5  | 51  | 539  | 1  | 1163   |
| 2006/2007     | Boston Bruins           | NHL           | 18  | 4,23  | 87,5 | 3  | 9  | 63  | 439  | 0  | 894    |
| 2006/2007     | Providence Bruins       | AHL           | 27  | 2,37  | 90,9 | 13 | 13 | 64  | 638  | 2  | 1618   |
| 2007/2008     | St. Louis Blues         | NHL           | 23  | 3,44  | 87,8 | 6  | 10 | 69  | 497  | 0  | 1202   |
| 2007/2008     | Peoria Rivermen         | AHL           | 11  | 3,16  | 88,3 | 6  | 4  | 33  | 250  | 0  | 627    |
| 2008/2009     | Ilves Tampere           | Liiga         | 52  | 2,82  | 90,5 | 18 | 21 | 138 | 1311 | 3  | 2937   |
| 2009/2010     | Peoria Rivermen         | AHL           | 26  | 2,73  | 90,6 | 11 | 11 | 69  | 666  | 0  | 1516   |
| 2009/2010     | Rockford IceHogs        | AHL           | 6   | 3,44  | 88,3 | 1  | 4  | 17  | 128  | 0  | 296    |
| 2010/2011     | Rockford IceHogs        | AHL           | 49  | 2,90  | 90,7 | 21 | 16 | 119 | 1159 | 3  | 2463   |
| 2011/2012     | Malmö Redhawks          | HAll.         | 19  | 3,30  | 89,4 | 7  | 10 | 58  | 550  | 1  | 1054   |
| 2012/2013     | Orlando Solar Bears     | ECHL          | 11  | 3,93  | 88,8 | 2  | 7  | 37  | 297  | 0  | 566    |
| 2012/2013     | SaiPa Lappeenranta      | Liiga         | 8   | 2,85  | 90,0 | 2  | 4  | 22  | 197  | 1  | 462    |
| 2013/2014     | Toledo Walleye          | ECHL          | 31  | 3,38  | 90,5 | 12 | 18 | 103 | 980  | 1  | 1826   |
| 2013/2014     | Milwaukee Admirals      | AHL           | 4   | 2,50  | 90,9 | 1  | 1  | 5   | 50   | 0  | 120    |
| 2013/2014     | Iowa Wild               | AHL           | 1   | 12,00 | 68,0 | 0  | 1  | 8   | 17   | 0  | 40     |
| 2014/2015     | Vaasan Sport            | Liiga         | 45  | 2,65  | 91,8 | 13 | 23 | 114 | 1283 | 1  | 2577   |
| 2015/2016     | Ilves Tampere           | Liiga         | 46  | 2,45  | 90,7 | 13 | 24 | 106 | 1034 | 4  | 2600   |
| 2016/2017     | Ilves Tampere           | Liiga         | 32  | 2,48  | 91,3 | 11 | 20 | 75  | 783  | 2  | 1813   |
| 2017/2018     | Graz 99ers              | EBEL          | 32  | 3,48  | 90,2 | 14 | 17 | 105 | 961  | 0  | 1809   |
| 2017/2018     | Odense Bulldogs         | ML            | 4   | 4,6   | 84,8 | ?  | ?  | ?   | ?    | ?  | ?      |
| 2018/2019     | HIFK Hockey             | Liiga         | 1   | –     | –    | 0  | 0  | 0   | 0    | 0  | 0      |
| 2018/2019     | Maine Mariners          | ECHL          | 9   | 3,32  | 90,0 | 5  | 3  | 28  | 253  | 0  | 506    |
| NHL celkově   | NHL celkově             | NHL celkově   | 61  | 3,37  | 89,0 | 18 | 24 | 183 | 1475 | 1  | 3259   |
| Liiga celkově | Liiga celkově           | Liiga celkově | 208 | 2,59  | 90,9 | 73 | 94 | 509 | 5162 | 13 | 11 821 |
| AHL celkově   | AHL celkově             | AHL celkově   | 214 | 3,72  | 88,1 | 97 | 84 | 501 | 5284 | 14 | 11 859 |
| ECHL celkově  | ECHL celkově            | ECHL celkově  | 51  | 3,54  | 89,8 | 19 | 28 | 168 | 1530 | 1  | 2898   |

Vysvětlivky
1. ↑  data nejsou k dispozici

### Statistiky v play off
| 2002/2003     | HPK Hämeenlinna   | Liiga         | 2  | 1,53 | 92,7 | 1  | 1  | 3  | 38  | 1 | 118  |
| 2004/2005     | Providence Bruins | AHL           | 17 | 2,43 | 92,3 | 10 | 7  | 42 | 505 | 0 | 1038 |
| 2006/2007     | Providence Bruins | AHL           | 13 | 2,91 | 89,7 | 6  | 7  | 36 | 313 | 0 | 742  |
| 2008/2009     | Ilves Tampere     | Liiga         | 3  | 1,81 | 93,9 | 1  | 2  | 6  | 92  | 1 | 199  |
| 2009/2010     | Rockford IceHogs  | AHL           | 1  | 3,00 | 80,0 | 0  | 0  | 1  | 4   | 0 | 20   |
| 2017/2018     | Odense Bulldogs   | ML            | 3  | 4,6  | 84,8 | ?  | ?  | ?  | ?   | ? | ?    |
| AHL celkově   | AHL celkově       | AHL celkově   | 31 | 2,63 | 91,2 | 16 | 14 | 79 | 822 | 0 | 1800 |
| Liiga celkově | Liiga celkově     | Liiga celkově | 5  | 1,70 | 93,5 | 2  | 3  | 9  | 130 | 2 | 317  |